# William Curtis
William Curtis (Alton, Hampshire, 11 de gener de 1746 – 7 de juliol de 1799) va ser un entomòleg i botànic anglès. El gènere Curtisia rep el nom en el seu honor. Abreviatura com a botànic: Curtis.
Curtis primer va exercir de farmacèutic fins a especialitzar-se en la botànica i història natural. Als 25 anys va escriure Instructions for collecting and preserving insects; particularly moths and butterflies.

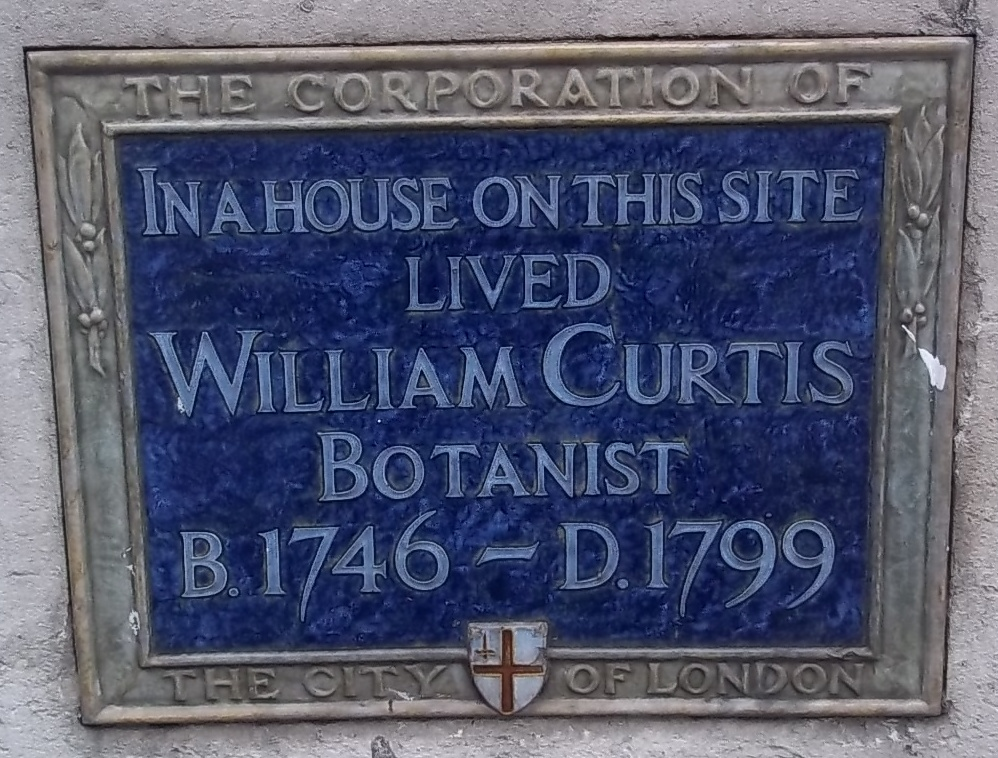
Placa commemorativa a Londres

Curtis va exercir la seva feina al Jardí botànic de Chelsea de 1771 a 1777. Va establir el seu propi jardí botànic l'any 1779 a Lambeth traslladant-lo l'any 1789 a Brompton. Publicà Flora Londinensis (en 6 volums, 1777–1798), un treball pioner en la flora urbana. El 1787 publicà The Botanical Magazine una obra il·lustrada per artistes com James Sowerby, Sydenham Edwards, i William Kilburn.